# Перон, Карлос
Карлос Перон (нем. Carlos Perón; род. 9 июня 1952, Цюрих) — композитор из Швейцарии. Наиболее известен как основатель группы Yello.

## Биография
Родился в Цюрихе. Вместе с Борисом Бланком он основал студию Tranceonic, где разработал знаменитый звук группы Yello. Yello выпустили свой первый альбом «Solid Pleasure» в 1980 году. В 1981 году Перон выпустил свой первый сольный альбом «Impersonator». После выхода третьего альбома Yello Перон решил заняться сольной карьерой. Он работал с разными артистами и продюсировал их музыку. В 2022 году он принял участие в проекте «6122 — Энди Флетчеру из Depeche Mode», посвященном памяти умершего музыканта. Карлос сегодня работает в качестве музыкального продюсера.

## Дискография
- Impersonator (1981)
- Nothing is True; Everything is Permitted (1984)
- Die Schwarze Spinne (1984)
- Die Schöpfung Der Welt (1985)
- Impersonator II (1988)
- Gold for Iron (1989)
- Ritter Und Unholde (1993)
- TranceTrueMental (1993)
- La Salle Blanche (1994)
- Manhattan II (Original Novel Soundtrack) (1995)
- La Salle Noire (1996)
- La Comtesse Rouge (1997)
- Powertrancefer (1998)
- La Salle Violette (2001)
- Der Luzidus (2002)
- Aga-pe — Die Liebe Ohne Objekt (2004)
- La Salle Noire — Extrait De L’Opéra «Moi, Le Marquis De Sade» (2007)
- Peronismo Para Ti! (2009)
- Electroshaman (2017)